# Dzieciom
Dzieciom (stylizowane na Dzieciᴓm) – szósty album studyjny płockiego zespołu Lao Che wydany 6 marca 2015 przez Mystic Production, wyprodukowany przez Emade. Tytuł nawiązuje do zbioru wierszy dla dzieci Brzechwa dzieciom, ale treść zawarta na albumie nie jest dedykowana dzieciom, a dorosłym, którzy mogą spojrzeć na świat przez pryzmat i dziecka, i dojrzałej osoby. Gościnnie na płycie wystąpili: Adam Milwiw-Baron i Karol Gola z grupy Pink Freud (który w 2017 na stałe dołączył do zespołu Lao Che) oraz Miłosz Pękala znany z pracy w zespołach Mitch & Mitch czy Kwadrofonik. Płytę promowały single: „Tu” i „Wojenka”.
Album dotarł do 3. miejsca polskiej listy przebojów OLiS i uzyskał certyfikat platynowej płyty.

## Lista utworów
Opracowano na podstawie materiału źródłowego.
| Nr  | Tytuł utworu                                  | Długość |
| --- | --------------------------------------------- | ------- |
| 1.  | „Dżin”                                        | 4:07    |
| 2.  | „Tu”                                          | 4:08    |
| 3.  | „Wojenka”                                     | 3:30    |
| 4.  | „Znajda”                                      | 5:34    |
| 5.  | „Bajka o Misiu (tom pierwszy)”                | 5:39    |
| 6.  | „Bajka o Misiu (tom drugi)”                   | 3:43    |
| 7.  | „Z kamerą wśród zwierząt buszujących w sieci” | 7:49    |
| 8.  | „Errata”                                      | 5:08    |
| 9.  | „Legenda o Smoku”                             | 3:45    |
| 10. | „A chciałem o sobie”                          | 7:15    |
|     |                                               | 50:38   |

## Twórcy
Opracowano na podstawie materiału źródłowego.

- Rafał Borycki – gitara basowa, wokal
- Michał „Dimon” Jastrzębski – perkusja
- Hubert „Spięty” Dobaczewski – gitara, wokal
- Mariusz „Denat” Denst – sampler
- Maciej Dzierżanowski – instrumenty perkusyjne, sampler, melodyjka, wokal
- Filip Różański – instrumenty klawiszowe, wokal, inżynieria dźwięku, miksowanie
- Karol Gola – saksofon, flet, klarnet basowy
- Adam Milwiw-Baron – trąbka, skrzydłówka
- Miłosz Pękala – wibrafon
- Jacek Trzeszczyński – inżynieria dźwięku
- Marek Schwartz – inżynieria dźwięku, zdjęcia, oprawa graficzna
- Michał Dominowski – inżynieria dźwięku
- Piotr „Emade” Waglewski – miksowanie, produkcja muzyczna
- Jacek Gawłowski – mastering
- Michał Dominowski – zdjęcia